# Kvarngölen (Kristdala socken, Småland)
Kvarngölen är en sjö i Oskarshamns kommun i Småland och ingår i Marströmmens huvudavrinningsområde.